# Hishimonus eminens
Hishimonus eminens är en insektsart som beskrevs av Knight 1970. Hishimonus eminens ingår i släktet Hishimonus och familjen dvärgstritar. Inga underarter finns listade i Catalogue of Life.